# 小牧宿禰神社
小牧宿禰神社（おひらのすくねじんじゃ）は、長崎県対馬市峰町にある神社。『延喜式神名帳』に記された式内社。

## 概要
『古事記』では、建比良鳥命は津島県直の祖とされている。また、小牧宿禰は建比良鳥命の末裔で、神功皇后に従軍したとする説がある。
『神社明細帳』で祭神を建比良鳥命としたのは、当社を津島県直の祭祀であるとするための付会であると考えられる。『大小神社帳』には、祭神を小牧宿禰と記している。『特撰神名牒』では、「小枚宿禰命と云神名ある上は、建比良鳥命にあらざる事明けし…」と断じられており、「小枚宿禰命」が、神名であったと考えられる。